# Holzhausen (Wildeshausen)
Holzhausen ist ein Ortsteil der Stadt Wildeshausen im niedersächsischen Landkreis Oldenburg. 

## Geographie
Die 165 Einwohner zählende Bauerschaft Holzhausen liegt etwa 4,5 km südwestlich des Wildeshauser Stadtzentrums. Sie gehört zu der das Kerngebiet umgebenden sogenannten Landgemeinde Wildeshausen. Die Bundesstraße 213 („Ahlhorner Straße“) verläuft nördlich in ca. 2 km Entfernung und die Bundesautobahn 1 gleichfalls nördlich in ca. 3 km Entfernung.
Durch Holzhausen fließt der Bach Holzhauser Bäke, ein rechter Nebenfluss der Aue.
Auf dem Gebiet der Bauerschaft liegen die Holzhauser Kellersteine, zwei Großsteingräber.

## Kultur und Sehenswürdigkeiten
Der Heimatverein Düngstrup kümmert sich auch um den Schutz und den Erhalt eines Schafkobens in der Holzhauser Heide.
In der Liste der Baudenkmale in Wildeshausen sind für Holzhausen zwei Baudenkmale aufgeführt.